# Чичерова, Анна Владимировна
А́нна Влади́мировна Чи́черова (род. 22 июля 1982, Белая Калитва, Ростовская область) — российская прыгунья в высоту, олимпийская чемпионка 2012 года, чемпионка мира и Европы, 8-кратная чемпионка России. Заслуженный мастер спорта России, член сборной России по лёгкой атлетике с 2003 года.

## Биография
Анна Чичерова родилась 22 июля 1982 года в городе Белая Калитва Ростовской области, хотя в свидетельстве о рождении место рождения указан Ереван — туда через месяц после её рождения переехала семья. Начала заниматься прыжками в высоту в семилетнем возрасте под руководством своего отца, прыгуна в высоту. С распадом СССР семья вернулась в Белую Калитву. Здесь Чичерова стала тренироваться под руководством Алексея Бондаренко, отец стал работать на железнодорожном вокзале.
В 17-летнем возрасте приехала в Москву и поступила в Академию физической культуры. Здесь её тренером стал Александр Фетисов.
В 1999 году Чичерова выиграла молодёжный чемпионат мира в польском городе Быдгощ с результатом 1,89 м. В 2000 году заняла 4-е место на чемпионате мира среди юниоров (1,85 м) в Сантьяго, Чили. К концу 2002 года её личный рекорд был 1,92 м, всего на 3 см выше, чем в 1999 году. Из-за отсутствия прогресса в результатах она собиралась покинуть спорт, однако в августе 2002 года её взял в свою группу Евгений Загорулько. Зимой Чичерова похудела на 6 кг и прошла интенсивную физическую подготовку, включая упражнения со штангой. В 2003 году улучшила личный рекорд на 12 см, доведя его до 2,04 м. Этот результат она показала 7 января 2003 года на Рождественском кубке в Екатеринбурге, установив новый рекорд страны для залов. В том же году завоевала с результатом 1,99 м бронзовую медаль зимнего чемпионата мира в Бирмингеме.
В 2004 году из-за заболевания подошвенного апоневроза Чичерова не могла полноценно тренироваться в течение трёх месяцев, занимаясь плаванием и силовыми упражнениями. Прыгать она начала только за две недели до олимпийского отборочного турнира и выиграла его с результатом 1,98 м. На Олимпиаде была шестой (1,96 см), а выиграла Елена Слесаренко, прыгнувшая на 10 см выше.
В следующем году выиграла зимний чемпионат Европы в Мадриде (2,01 м), но после этого начался длительный период застоя в результатах, и до чемпионата мира 2011 года в Тэгу, показывая временами высокие результаты, она не выиграла ни одного крупного международного соревнования. В 2006 году в залах она прыгнула на 1,96 м, однако летом была лишь седьмой на чемпионате Европы в Гётеборге с результатом 1,95 м. На зимнем чемпионате Европы 2007 года она заняла шестое место, показав 1,92 м. Так началась 6-летняя «чёрная полоса» в её карьере. Причиной неудач была усталость, вызванная интенсивной подготовкой как к зимним, так и летним соревнованиям сезона.
В 2007 году в отсутствие Елены Слесаренко Чичерова выиграла отборочный турнир чемпионата мира с результатом 2,01 м, однако в Осаке первой стала Бланка Власич (2,05 м), а Чичерова разделила серебро с итальянкой
АнтуанетВластой ди Мартино (2,03 м).
В 2008 году пропустила зимний сезон, в том числе чемпионат мира в Валенсии, летние соревнования начала с хороших результатов 1,96 и 1,97 м, на Moscow Open в июне показала 1,93 м. После двухнедельного перерыва выиграла Кубок России в Туле (2,01 м), а затем олимпийский отборочный турнир в Казани, с результатом 2,03 м опередив Елену Слесаренко. На Олимпийских играх с тем же результатом стала третьей.
В 2009 году Чичерова пропустила зимний сезон из-за операции на голеностопе, проведённой в Финляндии, и длинного периода реабилитации после неё. На отборочных соревнованиях чемпионата мира с результатом 2,00 м очередной раз победила Елену Слесаренко, а в Берлине, где фаворитами были Власич и немка Ариане Фридрих, заняла второе место (2,02 м) вслед за Власич.
Чемпионат Европы 2010 года Чичерова пропустила из-за беременности и родов. В сентябре она родила дочь Нику, в сектор вернулась в январе 2011 года, а к интенсивным тренировкам приступила ещё через два месяца. На зимнем командном чемпионате России в Сочи показала лучший результат сезона в мире — 1,96 м, а на летнем чемпионате России совершила сенсационный прыжок на 2,07 м, установив новый рекорд России. На чемпионате мира в Тэгу опередила по попыткам Бланку Власич и завоевала первое с 2005 года золото в крупных международных соревнованиях (2,03 м).
В 2012 году на соревнованиях в немецком городе Арнштадте установила новый рекорд России для залов (2,06 м) и во всех шести соревнованиях начала сезона имела результаты лучше 2,00 м, однако на зимнем чемпионате мира в Стамбуле неожиданно проиграла (1,95 м) американке Шанте Лоу, которая только что вернулась в спорт после рождения второго ребёнка. Во время соревнований Чичерова почувствовала неожиданную боль в спине и была вынуждена пропустить несколько соревнований, приняв участие из-за обязательств перед спонсорами только в соревнованиях Бриллиантовой лиги в американском Юджине, где победила с результатом 2,02 м.
Победа в Тэгу освобождала Чичерову от отборочных предолимпийских соревнований, однако она приняла участие в чемпионате России в Чебоксарах, где победила с результатом 2,03 м и попыталась улучшить рекорд России, заказав высоту 2,08 м. На олимпиаде в Лондоне, которую сама Чичерова считала своим последним шансом на олимпийское золото (ей было 30 лет), она победила с результатом 2,05 м.
В 2013 году на первом соревновании «Мировой вызов» в Токио взяла высоту 1.95 и стала лидером мирового сезона. На Мировом вызове в Пекине взяла 2,02, что стало лучшим для неё результатом в 2013 году. Пропустила чемпионат России. На чемпионате мира в Москве была фаворитом соревнований, квалификацию прошла без проблем, в финале брала все высоты с первой попытки (1.89, 1.93, 1.97), но на высоте 2.00 в третьей попытке задела планку пяткой и итоге разделила третье место с испанкой Рут Бейтиа. Стала второй в итоговом листе Бриллиантовой Лиги, уступив одно очко чемпионке мира 2013 года Светлане Школиной (Россия).
Имеет воинское звание капитан.

## Лучшие результаты по годам
Источник: профиль ИААФ.
| Год  | На стадионах | На стадионах | На стадионах    | В залах | В залах            | В залах        |
| Год  | Рез.         | Стадион      | Дата            | Рез.    | Зал                | Дата           |
| ---- | ------------ | ------------ | --------------- | ------- | ------------------ | -------------- |
| 2013 | 2,02         | Пекин        | 21.05.2013      | -----   | ------------------ | -------------  |
| 2012 | 2,05         | Лондон       | 11.08.2012      | 2,06    | Арнштадт           | 04.02.2012     |
| 2011 | 2,07         | Чебоксары    | 22.07.2011      | ----    | -----------------  | -------------- |
| 2010 | ---          | ------------ | --------------- | -----   | -----------------  | -------------- |
| 2009 | 2,02         | Берлин       | 20.08.2009      | ----    | -----------------  | -------------  |
| 2008 | 2,04         | Загреб       | 09.09.2008      | 1,98    | Бухарест           | 17.02.2008     |
| 2007 | 2,03         | Осака        | 02.09.2007      | 1,98    | Арнштадт           | 03.02.2007     |
| 2006 | 1,95         | Тула         | 14.06.2006      | 1,96    | Арнштадт           | 04.02.2006     |
| 2005 | 1,99         | Париж        | 03.09.2005      | 2,01    | Мадрид             | 05.03.2005     |
| 2004 | 1,98         | Тула         | 01.08.2004      | 2,04    | Арнштадт           | 07.02.2004     |
| 2003 | 2,00         | Москва       | 15.07.2003      | 2,04    | Екатеринбург       | 07.01.2003     |
| 2002 | 1,89         | Чебоксары    | 14.07.2002      | 1,93    | Екатеринбург       | 07.01.2002     |
| 2001 | 1,92         | Казань       | 27.06.2001      | 1,92    | Москва             | 27.01.2001     |
| 2000 | 1,90         | Краснодар    | 15.09.2000      | ----    | ------------------ |                |
| 1999 | 1,89         | Быдгощ       | 17.07.1999      | 1,85    | Шахты              | 16.01.1999     |

## Основные соревнования
| Год  | Турнир                       | Место проведения | Место  | Резуль- тат, м |
| ---- | ---------------------------- | ---------------- | ------ | -------------- |
| 2004 | Олимпийские игры             | Афины            | 6      | 1,96           |
| 2004 | Вызов России                 | Москва           | 2      | 1,92           |
| 2005 | Чемпионат России в помещении | Волгоград        | 1      | 1,98           |
| 2005 | Чемпионат Европы в помещении | Мадрид           | 1      | 2,01           |
| 2005 | Чемпионат мира               | Хельсинки        | 4      | 1,96           |
| 2006 | Чемпионат России в помещении | Москва           | 2      | 1,95           |
| 2006 | Чемпионат России             | Тула             | 2      | 1,95           |
| 2006 | Чемпионат Европы             | Гётеборг         | 7      | 1,95           |
| 2006 | Кубок России                 | Тула             | 1      | 1,95           |
| 2007 | Чемпионат России в помещении | Волгоград        | 1      | 1,93           |
| 2007 | Чемпионат Европы в помещении | Бирмингем        | 6      | 1,92           |
| 2007 | Чемпионат России             | Тула             | 1      | 2,01           |
| 2007 | Чемпионат мира               | Осака            | =2     | 2,03           |
| 2008 | Чемпионат России             | Казань           | 1      | 2,03           |
| 2008 | Олимпийские игры             | Пекин            | 3(DSQ) | 2,03           |
| 2009 | Чемпионат России             | Чебоксары        | 1(DSQ) | 2,00           |
| 2009 | Чемпионат мира               | Берлин           | 2(DSQ) | 2,02           |
| 2011 | Чемпионат России             | Чебоксары        | 1      | 2,07           |
| 2011 | Чемпионат мира               | Тэгу             | 1      | 2,03           |
| 2012 | Чемпионат России             | Чебоксары        | 1      | 2,03           |
| 2012 | Олимпийские игры             | Лондон           | 1      | 2,05           |
| 2013 | Чемпионат мира               | Москва           | =3     | 1,97           |
| 2015 | Чемпионат России             | Чебоксары        | 1      | 2,00           |
| 2015 | Чемпионат мира               | Пекин            | 3      | 2,01           |

- Сезон 2010 спортсменка пропускала в связи с рождением ребёнка[5].

## Допинговый скандал
Повторный анализ в 2016 году образцов Чичеровой, взятых в Пекине в 2008 году, дал положительный результат на запрещённый препарат туринабол (chlorodehydromethyltestosterone), популярный в прошлом у спортсменов ГДР. Дисциплинарная комиссия МОК приняла решение забрать у россиянки бронзовую медаль Олимпиады 2008 года в Пекине. Результаты легкоатлетки с 24 августа 2008 года по 23 августа 2010 года были аннулированы. Однако результатов на Олимпийских играх 2012 года это не затронуло. После ряда дисквалификаций российских легкоатлетов Чичерова остаётся единственной олимпийской чемпионкой 2012 года от России в лёгкой атлетике.

## Достижения

### Золотая лига
| Год  | Этап               | Город    | Место | Результат |
| ---- | ------------------ | -------- | ----- | --------- |
| 2008 | ISTAF              | Берлин   | 3e    | 1,97 м    |
| 2008 | Weltklasse Zürich  | Цюрих    | 2e    | 1,98 м    |
| 2009 | Meeting Areva      | Сен-Дени | 2e    | 1,97 м    |
| 2009 | Weltklasse Zürich  | Цюрих    | 2e    | 1,98 м    |
| 2009 | Memorial Van Damme | Брюссель | 2e    | 2,00 м    |

### Бриллиантовая лига
| Год  | Этап                | Город     | Место | Результат |
| ---- | ------------------- | --------- | ----- | --------- |
| 2011 | Athletissima        | Лозанна   | 1e    | 1,95 м    |
| 2011 | British Grand Prix  | Бирмингем | 2e    | 1,99 м    |
| 2011 | Memorial Van Damme  | Брюссель  | 1e    | 2,05 м    |
| 2012 | Prefontaine Classic | Юджин     | 1e    | 2,02 м    |
| 2012 | London Grand Prix   | Лондон    | 3e    | 1,94 м    |
| 2012 | DN Galan            | Стокгольм | 1e    | 2,00 м    |
| 2012 | Memorial Van Damme  | Брюссель  | 2e    | 1,95 м    |
| 2013 | Golden Gala         | Рим       | 1e    | 1,98 м    |
| 2013 | Bislett Games       | Осло      | 3e    | 1,95 м    |
| 2013 | Meeting Areva       | Сен-Дени  | 1e    | 2,01 м    |
| 2013 | Herculis            | Монако    | 2e    | 1,98 м    |

## Семья
Отец — Владимир Чичеров, прыгун в высоту, наполовину русский, наполовину армянин, мать, по национальности армянка— баскетболистка, играла за сборную Армянской ССР. Через месяц после рождения Анны семья переехала в Ереван, и в документах местом рождения спортсменки значится этот город, а не Белая Калитва. После возвращения семьи в Белую Калитву Анна училась в МОУ СОШ № 6.
Анна замужем за бывшим спринтером — Геннадием Черноволом. В сентябре 2010 года у пары родилась дочь, которую назвали Никой.

## Образование
- Российский государственный университет физической культуры, спорта, молодёжи и туризма (Москва)

## Награды
- Орден Дружбы (13 августа 2012 года) — за большой вклад в развитие физической культуры и спорта, высокие спортивные достижения на Играх XXX Олимпиады 2012 года в городе Лондоне (Великобритания)[10]
- Медаль ордена «За заслуги перед Отечеством» I степени (2 августа 2009 года) — за большой вклад в развитие физической культуры и спорта, высокие спортивные достижения на Играх XXIX Олимпиады 2008 года в Пекине[11]
- Медаль ордена «За заслуги перед Отечеством» II степени (29 апреля 2003 года) — за большой вклад в развитие отечественного спорта и высокие личные показатели в служебной деятельности[12]
- Заслуженный мастер спорта России